# 铅笔

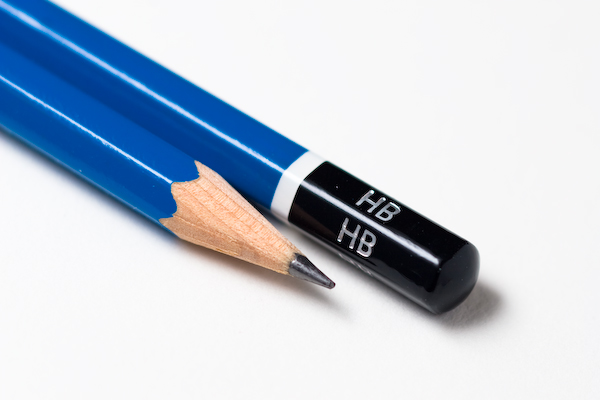
鉛筆

铅笔（德語：Bleistift），是一种以石墨為筆芯（彩色铅笔除外）、木杆為外包層製作的书写工具。

## 詞源
英文為「pencil」，來自拉丁語「penicillus」。
鉛筆之名源自其早期雏形為鉛金屬所製造，而後則又因歐洲中世紀時石墨被誤以為是鉛的一種，而有了黑鉛這個名稱，因此鉛筆一詞在各語言中流傳使用而未修正。
而中國古代所记载的「鉛筆」，是以鉛粉做成的筆，用來塗改絹帛或紙上的錯字。中國類似的書寫工具發明稱為鉛槧(不含石墨)。
敦煌遗书六朝至北宋的写经中，常见一种称“乌丝栏”的界线，就是用铅笔（铅条，非石墨)勾画。

## 特性
現代鉛筆笔芯以石墨和黏土製造，石墨添加得越多，筆芯愈軟，顏色愈黑；而黏土添加得愈多，筆芯則愈硬，顏色愈淺。

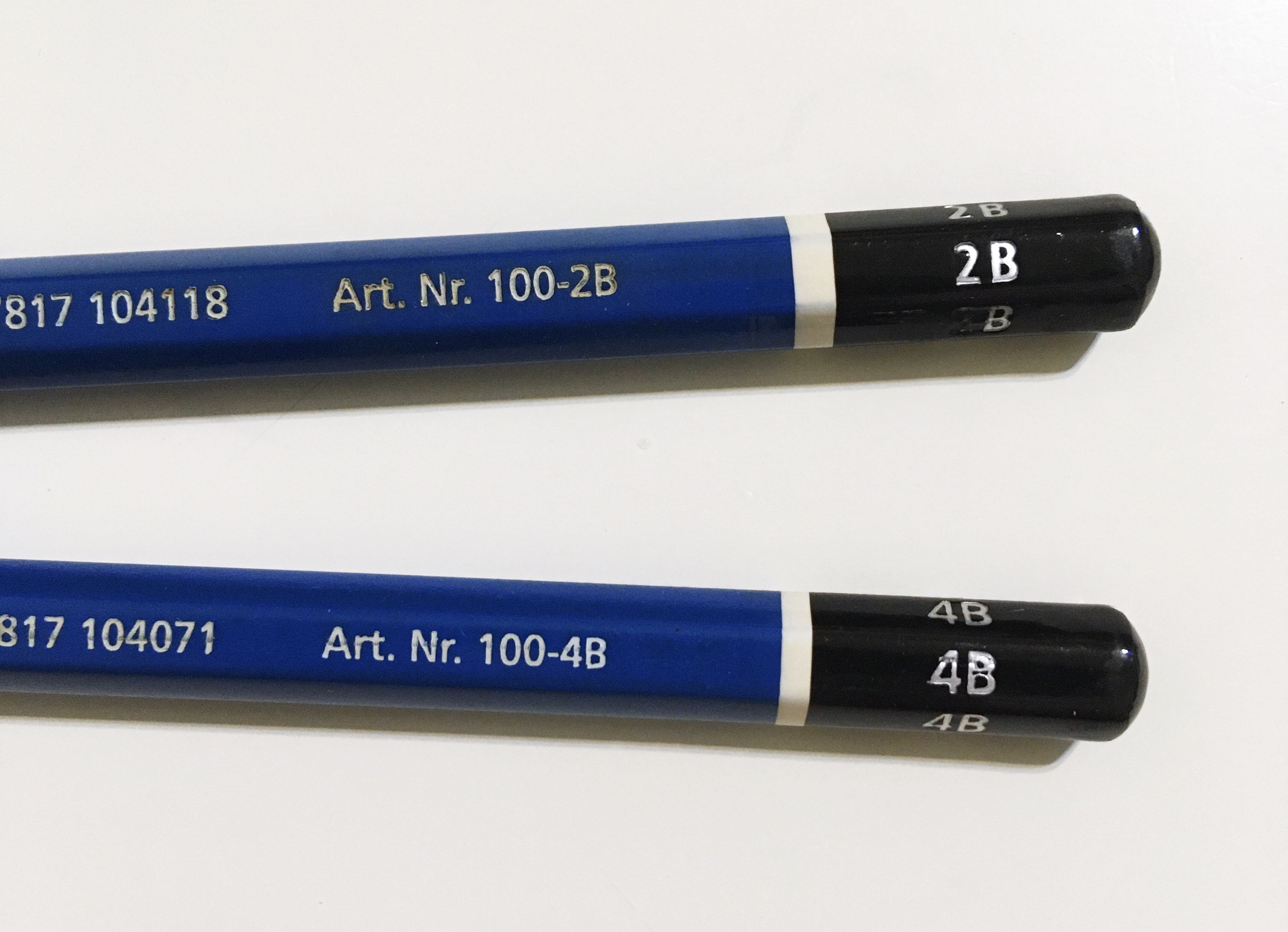
鉛筆上關於硬度的標示

鉛筆寫出來的字可以用橡皮擦擦除，現代鉛筆的尾端多附有一个橡皮擦，以方便使用。
而鉛筆和其相似原理的自動鉛筆和免削鉛筆，因其字跡容易擦掉且不怕跌损，故經常作为低年級學生寫字的主要教學工具。木鉛筆可以透過控制運筆的角度劃出粗線條，所以也常被用于繪畫素描，後來更出現仿照其原理構造的彩色鉛筆。但因為其字跡易被擦掉，一般避免在較正式的文件上使用铅笔。而且鉛筆筆尖書寫過程中会變钝及縮短，需要经常削尖，对使用造成不便。
虽然鉛筆的在應用的便利性上不如原子筆，但其不怕油和水的特性使其仍为现在最可靠的紀錄工具之一。

## 历史
鉛筆的原型可以追溯至古羅馬時代。古羅馬人用紙莎草紙包裹一塊鉛來書寫。
在古代羅馬人发明了铅笔，以石墨为粉，和胶搓条而成，直接用于书写。
经过百年的时间发展，现在的铅笔不仅有了木制的笔杆，还有了铅笔帽。
1564年，英格兰岛受飓风袭击，昆布利亞地区的许多大树被连根拔起，人们在树根下发现了一种黑色的矿物质——石墨。當石墨擦過物體時，可以在物体上留下黑色的石墨薄層；石墨以范德华力附著在紙上。因当时化学刚开始发展，故石墨被误认为是「铅」，特别是方铅矿，在矿石形态上与石墨十分相似。当地牧羊人常用它在羊身上画记号，以便于辨认。石墨这种特殊的矿物质非常纯净结实，可以很容易把它制成棒形。石墨的价值不久之后就变得越来越大，主要是因为它可用于在加农炮模具上画线，并且這種物矿已被皇室所擁有。但石墨仍會被私运出去制作铅笔。因为石墨比较柔软，必须制成一定形状。石墨棒起初是用细绳或羊皮纸包装。铅笔的好用性被广为传播，吸引了全世界著名艺术家的注意。首先是意大利人想到用木头来固定它，刚开始的时候是在木头中挖出棒形的洞。不久以后，发明了一种更方便的技巧：用两块雕刻过的木头夹住石墨棒，然后将两块木头用胶水黏住——从本质上来说，这个方法与现在所使用的是一致的。
虽然在世界的其他地方也发现过石墨，但是纯度和品質却与英格兰岛发现的不一样，必须碾碎它以去除杂质，留下石墨粉。英格兰继续垄断铅笔的生产，直到出现一种新方法可以重新组合石墨粉。这种直接从原始石墨中切取出来的方形英国铅笔一直生产到19世纪80年代。现在，在凯斯维克镇（靠近原来发现石墨块的地方）有一个铅笔博物馆。
1662年，在德国的纽伦堡人们首次开始尝试用粉碎的石墨制作石墨棒。他们使用了石墨混合剂——硫磺和锑，虽然可以使用，但还是不如英国铅笔。
在拿破仑战争的时候英国和德国铅笔不再供应给法国。拿破仑部队里的一个军官试图改变这种情况。1795年Conté（孔德）发现可以把石墨粉用黏土混合，将其做成棒形放入窑中烘烤。通过改变石墨对黏土混合的比率，可以改变石墨棒的硬度（黏土越多，铅笔就越硬，笔迹颜色越浅）。这个制作方法一直延用到今天。
這時現代木鉛筆大致定型，因為不同粉筆或毛筆等沒有規格化的傳統書筆工具，需要高精度的機器和準確的形狀大小，才能把芯放進木桿中，所以木鉛筆是最初的現代化書寫工具。

## 製作方法

鉛筆制造流程

先把細微的石墨粉、黏土（运用其可塑性和黏结性）和水混合而成的液體擠進一支細金屬管子，形成像麪條一樣的長條形。把長條晾干、切割，放在窰中烘烤，再放進熱油或蜡中（运用石蜡的防水性和较光滑的性质）。接着把木塊（通常使用容易削磨的雪松木）鋸成像鉛筆一半厚度的板條，將板條刨平，刻上細長凹糟。再把長條狀的石墨條放進凹槽中，之後在另一塊板條上塗上膠水，然後壓在第一塊木條上。當膠水乾了之後，便可切割成獨立的鉛筆，製成不同的形狀，經過磨平、塗色，最後蓋上生産商的商標和其他資料，一支無縫的鉛筆便制成了。有時候，生産商還會在鉛筆的一端裝上橡皮擦(环保铅笔)，将涂胶的废纸（通常是旧报纸）使用机器卷在石墨笔芯上制成，使用方法与传统木质铅笔相同。

## 硬度表

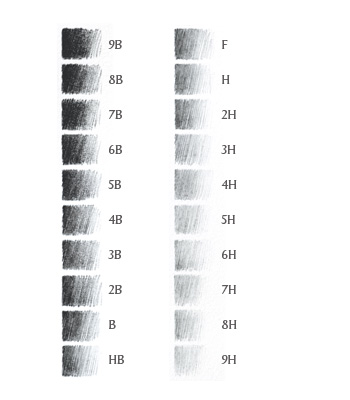
不同硬度铅笔的浓度表现

世界上许多铅笔，特别是艺术家所使用的，都被标上了欧洲体系的刻度，从“H”（为硬度）到“B”（为黑度），也称为“F”（为fine point）。
标准的书写铅笔是“HB”，读卡机填涂用笔是“2B”。
然而，为了在纸上产生不同的视觉效果，艺术家所使用的铅笔的变化范围较广。
一套艺术铅笔的变化范围是从非常硬的浅色铅笔到非常软的深色铅笔，通常从最硬到最软的范围可以表示如下：
|     |    |    |    |    |    |    |      |      |      |      |      |   |    |    |    |    |    |    |    |    |     |
| 10H | 9H | 8H | 7H | 6H | 5H | 4H | 3H   | 2H   | H    | F    | HB   | B | 2B | 3B | 4B | 5B | 6B | 7B | 8B | 9B | 10B |
| 硬  | →  | →  | →  | →  | →  | →  | 中等 | 中等 | 中等 | 中等 | 中等 | → | →  | →  | →  | →  | 軟 | 軟 | 軟 | 軟 | 軟  |

| 分類標準                     | 分類標準 | 分類標準 | 努氏硬度 （單位：Mpa） | 特性      | 应用实例                                               |
| ---------------------------- | -------- | -------- | ---------------------- | --------- | ------------------------------------------------------ |
| 歐洲                         | 美國     | 俄羅斯   | 努氏硬度 （單位：Mpa） | 特性      | 应用实例                                               |
| 9B                           | –        | –        | –                      | 极软 黑   | 藝術用途： - 素描 - 練習 - 畫草圖                      |
| 8B                           | –        | –        | –                      | 极软 黑   | 藝術用途： - 素描 - 練習 - 畫草圖                      |
| 7B                           | –        | –        | –                      | 极软 黑   | 藝術用途： - 素描 - 練習 - 畫草圖                      |
| 6B                           | –        | –        | 49-78                  | 极软 黑   | 藝術用途： - 素描 - 練習 - 畫草圖                      |
| 5B                           | –        | –        | 69-98                  | 极软 黑   | 藝術用途： - 素描 - 練習 - 畫草圖                      |
| 4B                           | –        | –        | 88-118                 | 极软 黑   | 藝術用途： - 素描 - 練習 - 畫草圖                      |
| 3B                           | –        | 3M       | 108-137                | 软        | - 自由手繪 - 書寫（有限制）                            |
| 2B                           | #0       | 2М       | 127-157                | 软        | - 自由手繪 - 書寫（有限制）                            |
| B                            | #1       | M        | 147-176                | 软        | - 自由手繪 - 書寫（有限制）                            |
| HB                           | #2       | TM       | 176-225                | 中等      | - 書寫 - 手繪線稿                                      |
| F                            | #2½*     | –        | 196-235                | 中等      | - 書寫 - 手繪線稿                                      |
| H                            | #3       | T        | 225-265                | 硬        | - 工程繪圖（畫則） - mathematical drawing              |
| 2H                           | #4       | 2T       | 245-304                | 硬        | - 工程繪圖（畫則） - mathematical drawing              |
| 3H                           | –        | 3T       | 284-353                | 很硬      | - technical detailed plans - graphical representations |
| 4H                           | –        | –        | 333-402                | 很硬      | - technical detailed plans - graphical representations |
| 5H                           | –        | –        | 383-461                | 很硬      | - technical detailed plans - graphical representations |
| 6H                           | –        | –        | 441-519                | 极硬 浅灰 | 特別用途: - 石版印刷 - 地圖學 - 木刻版畫               |
| 7H                           | –        | –        | 500-559                | 极硬 浅灰 | 特別用途: - 石版印刷 - 地圖學 - 木刻版畫               |
| 8H                           | –        | –        | 539-598                | 极硬 浅灰 | 特別用途: - 石版印刷 - 地圖學 - 木刻版畫               |
| 9H                           | –        | –        | 578-647                | 极硬 浅灰 | 特別用途: - 石版印刷 - 地圖學 - 木刻版畫               |
| *又称 22/4, 24/8, 2.5, 25/10 |          |          |                        |           |                                                        |

## 其他形式
- 自動鉛筆
- 免削鉛筆
- 紙捲鉛筆
- 魔術鉛筆